# Coleoxestia ebenina
Coleoxestia ebenina es una especie de escarabajo longicornio del género Coleoxestia, tribu Cerambycini, subfamilia Cerambycinae. Fue descrita científicamente por Melzer en 1935.

## Descripción
Mide 25-30 milímetros de longitud.

## Distribución
Se distribuye por Argentina, Bolivia y Brasil.